# Thằn lằn giun Iberia
Thằn lằn giun Iberia, tên khoa học Blanus cinereus, là một loài thằn lằn trong họ Blanidae. Loài này được Vandelli mô tả khoa học đầu tiên năm 1797.

## Hình ảnh

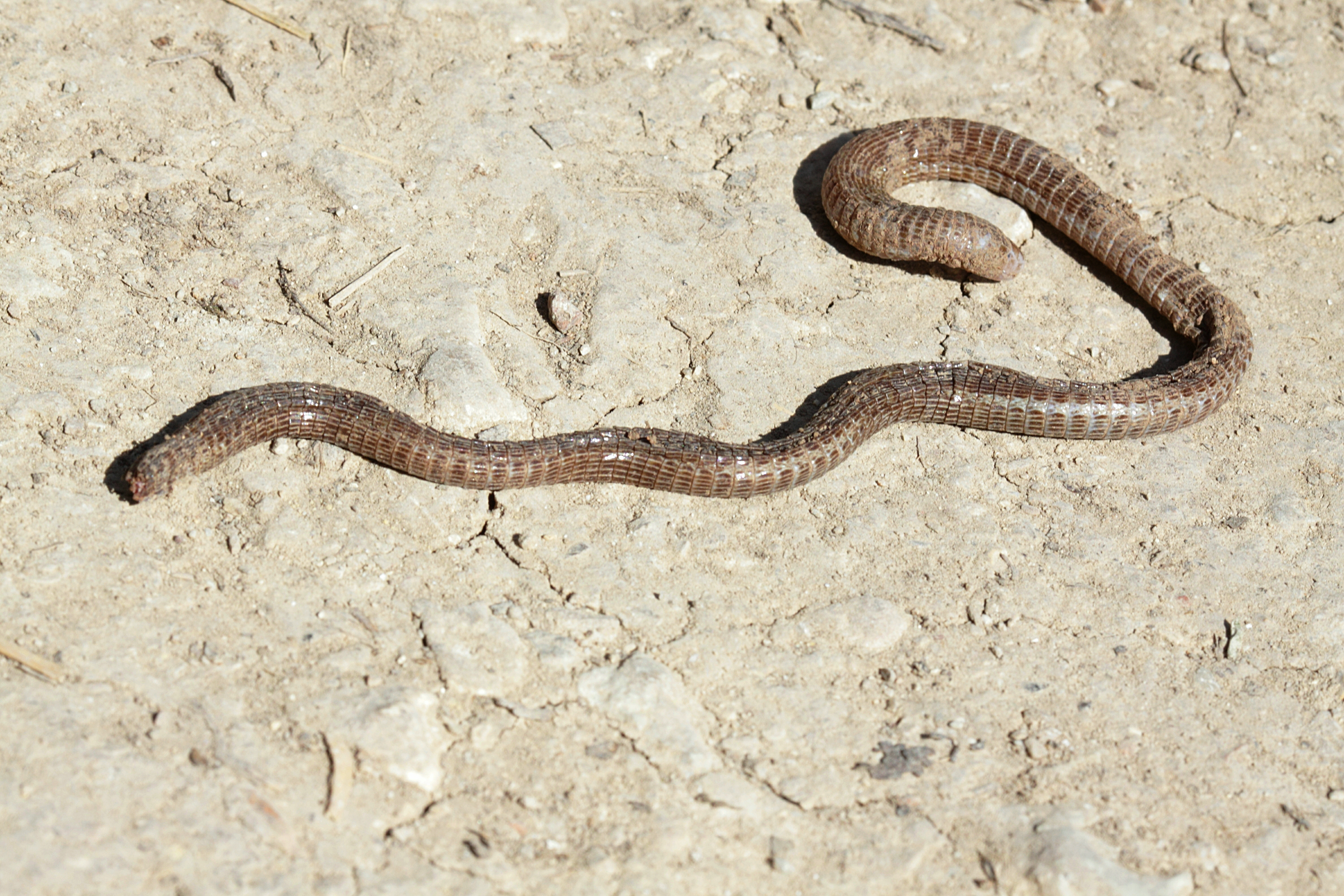
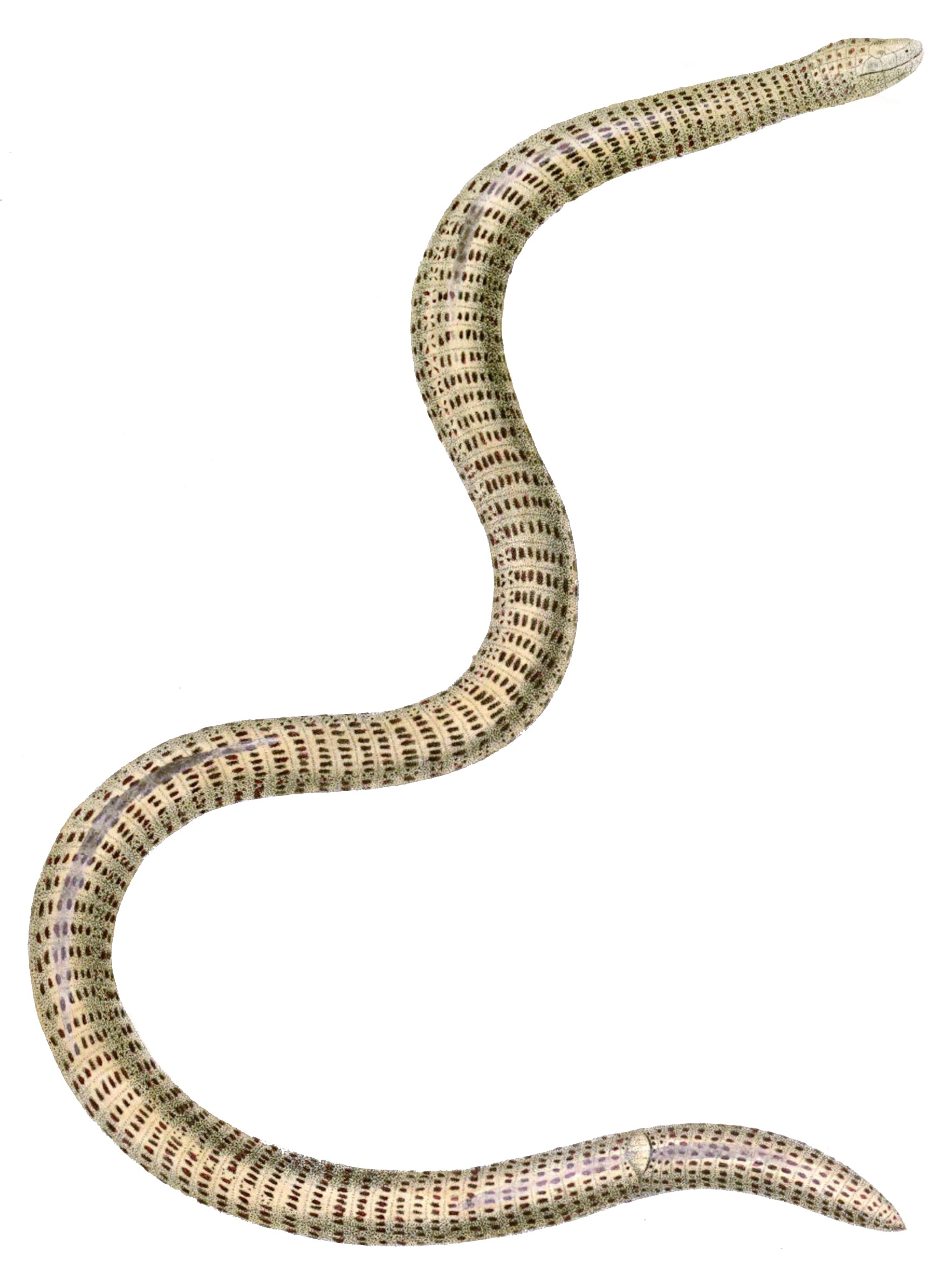
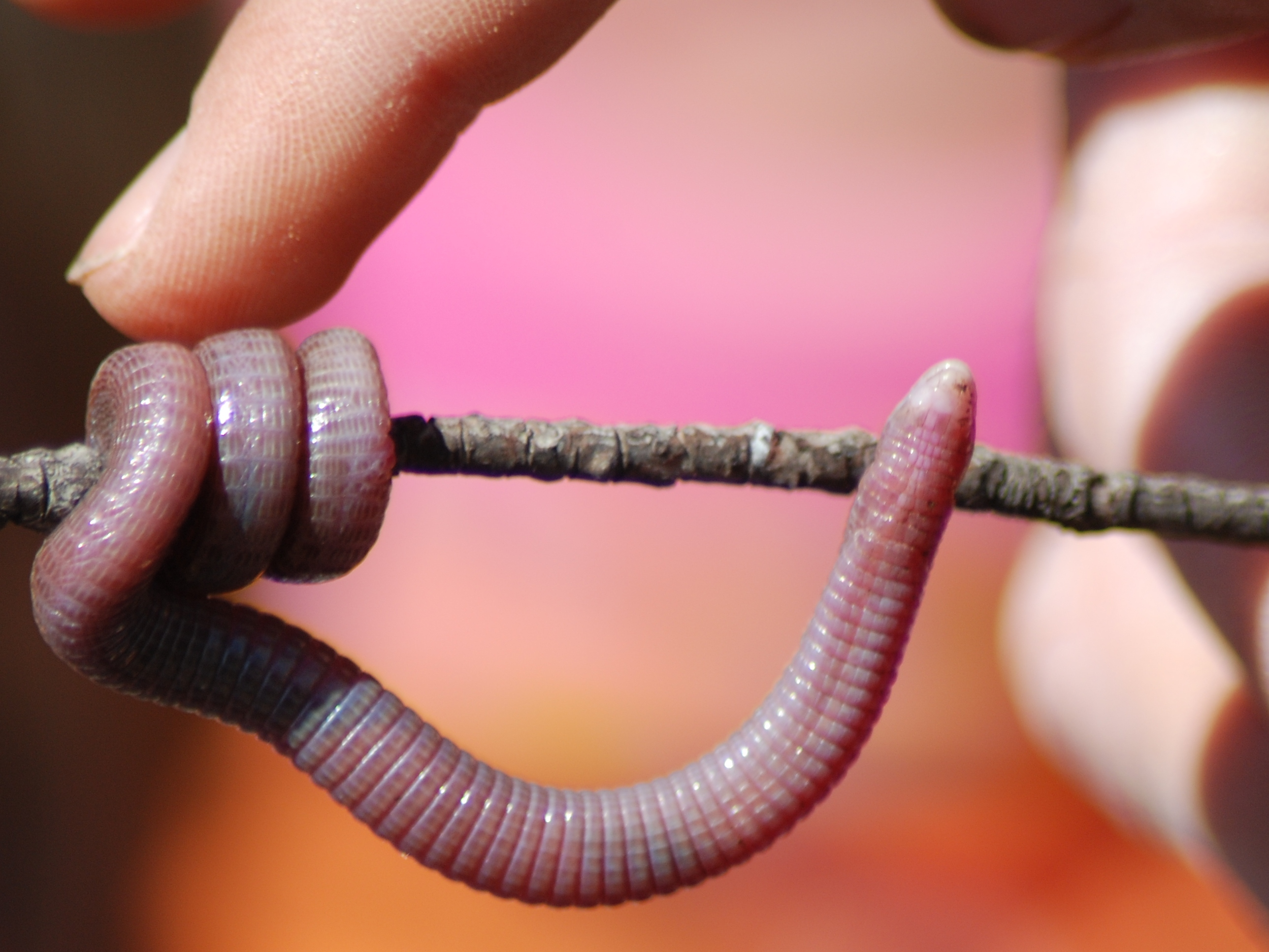